# Eulalia contorta
Eulalia contorta är en gräsart som först beskrevs av Adolphe-Théodore Brongniart, och fick sitt nu gällande namn av Carl Ernst Otto Kuntze. Eulalia contorta ingår i släktet Eulalia och familjen gräs. Inga underarter finns listade i Catalogue of Life.